# Секка, Джонни
Джонни Секка (англ. Johnny Sekka) — британский актёр сенегальско-гамбийского происхождения.

## Биография
Ламин Секка родился в сенегальском городе Дакар 21 июля 1934 года. Его отец был родом из Гамбии, а мать из Сенегала. В детстве Секка остался без отца, переехал с матерью в Гамбию и жил у тёти в Джорджтауне (ныне Джанджабурех). Вскоре он сбежал из дома и отправился в столицу Батерст (ныне Банжул). Какое-то время жил сам, работал в доках, затем перебрался в Дакар, где некоторое время работал переводчиком у американских военных. Секке ещё не исполнилось двадцати, когда он безбилетником добрался на корабле до Марселя, затем переехал в Париж, где прожил три года, работал в сенегальском ресторане.
В начале 1950-х годов Секка переехал в Лондон, служил в британских ВВС. В 1954 году актёр Эрл Кэмерон предложил ему работу в театре. Секка начинал рабочим в театре Ройал-Корт, позднее стал играть на сцене. В 1959 году режиссёр Фрит Бэнбери дал ему большую роль в спектакле «Мистер Джонсон» по роману Джойса Кэри. Вскоре последовали и роли в кино. В 1961 году Секка исполнил одну из главных ролей в своём первом фильме «Огненные улицы», который поднимал тему межрасовых отношений. Затем последовала роль студента в мелодраме «Дикие и жаждущие».
В 1960-х годах, на которые пришёлся рассвет актёрской карьеры Секки, выбор ролей для чернокожих актёров в западном кино был ограничен. Обычно им предлагали играть слуг и дворецких, в лучшем случае африканских диктаторов. Помимо работы в кино Секка продолжал играть в театре, а также снимался на телевидении. В знак протеста против расовой дискриминации в 1962 году Секка вместе с режиссёром Тони Ричардсоном покинул постановку бродвейского мюзикла «Квамина», когда ему указали, что чернокожий актёр не имеет права прикасаться к белой актрисе на сцене. В 1968 году Секка исполнил главную роль в спектакле «Ночь пламени» на сцене Вест-Эндского театра. Это был один из первых случаев в истории британского театра, когда роль, написанная для белого актёра, досталась чернокожему.
В начале 1970-х годов Секка переехал в США. Его друг Сидни Пуатье нашёл для него роли в своих фильмах «Теплый декабрь» и «Субботний вечер на окраине города». Также Секка снимался в телесериалах, среди которых Добрые времена и Кони: Следующие поколения. В 1976 году Секка исполнил роль Билала, ученика пророка в картине «Мухаммед — посланник Бога». Последней в его актёрской карьере стала роль доктора Бенджамина Кайла в пилотной серии научно-фантастического сериала «Вавилон-5».
В 1989 году Секка приобрёл ранчо в калифорнийском Агва-Далси, где провёл последние десять лет своей жизни. Он скончался в Калифорнии 14 сентября 2006 года в возрасте 72 лет от рака лёгких. У него остались жена Сесилия и сын Ламин.